# The Nude Bomb
The Nude Bomb, conosciuto anche con i titoli The Return of Maxwell Smart, o Maxwell Smart and the Nude Bomb, distribuito in Italia con il titolo Il ritorno di Maxwell Smart è un film del 1980 diretto da Clive Donner e basato sulla serie televisiva statunitense Get Smart.
Di scarso successo commerciale, a causa dell'assenza dei più popolari co-protagonisti della serie, l'Agente 99 interpretato da Barbara Feldon, che si rifiutò di partecipare al progetto, e "il Capo" interpretato da Edward Platt, morto nel 1974.
Il film gode della presenza di Vittorio Gassman nella parte del cattivo.
Ebbe due sequel, Get Smart, Again! (1989) e Agente Smart - Casino totale (2008).